# Ай-Георгий
Ай-Георгий, Ай-Йори, Айор-Даг, Манджил, Манжул — гора в Крыму около Судака, западная оконечность хребта Токлук-Сырт.

## Описание
С греческого Ай-Георгий переводится как «святой Георгий», по средневековому греческому монастырю св. Георгия, который находился на западном склоне. В кладке его стен была найдена ранняя плита с посвящением богине Деметре.

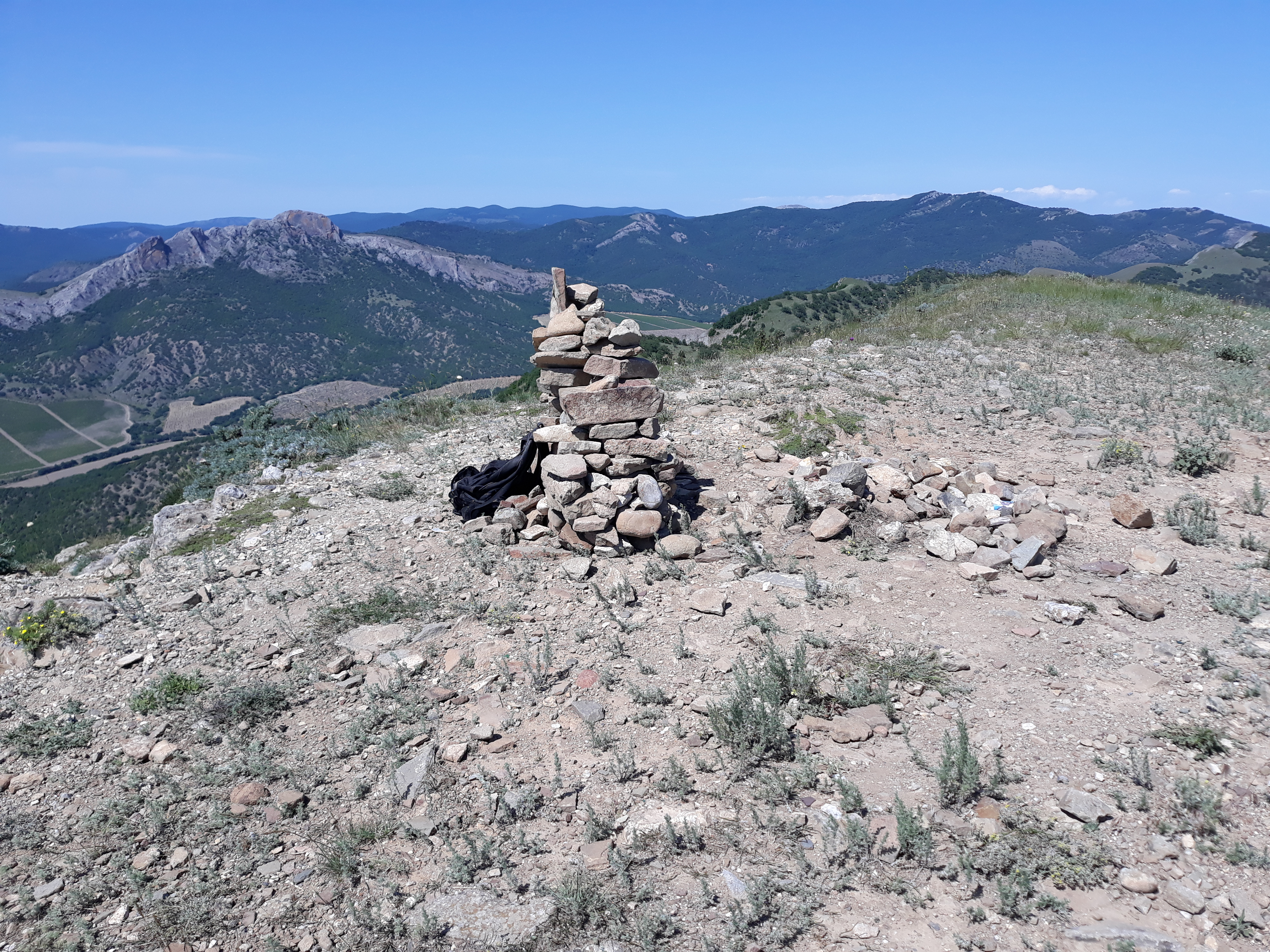
Репер на вершине Ай-Георгий

Высота 499 метров над уровнем моря. Голая куполообразная вершина, с западной стороны скальные обрывы. Ниже сильно изрезанные оврагами склоны в редколесье (шибляк). Имеет несколько куполообразных отрогов. Западная вершина протяженного хребта Токлук-Сырт. Расположена в 2 км к северо-востоку от Судака. На вершине установлен репер.

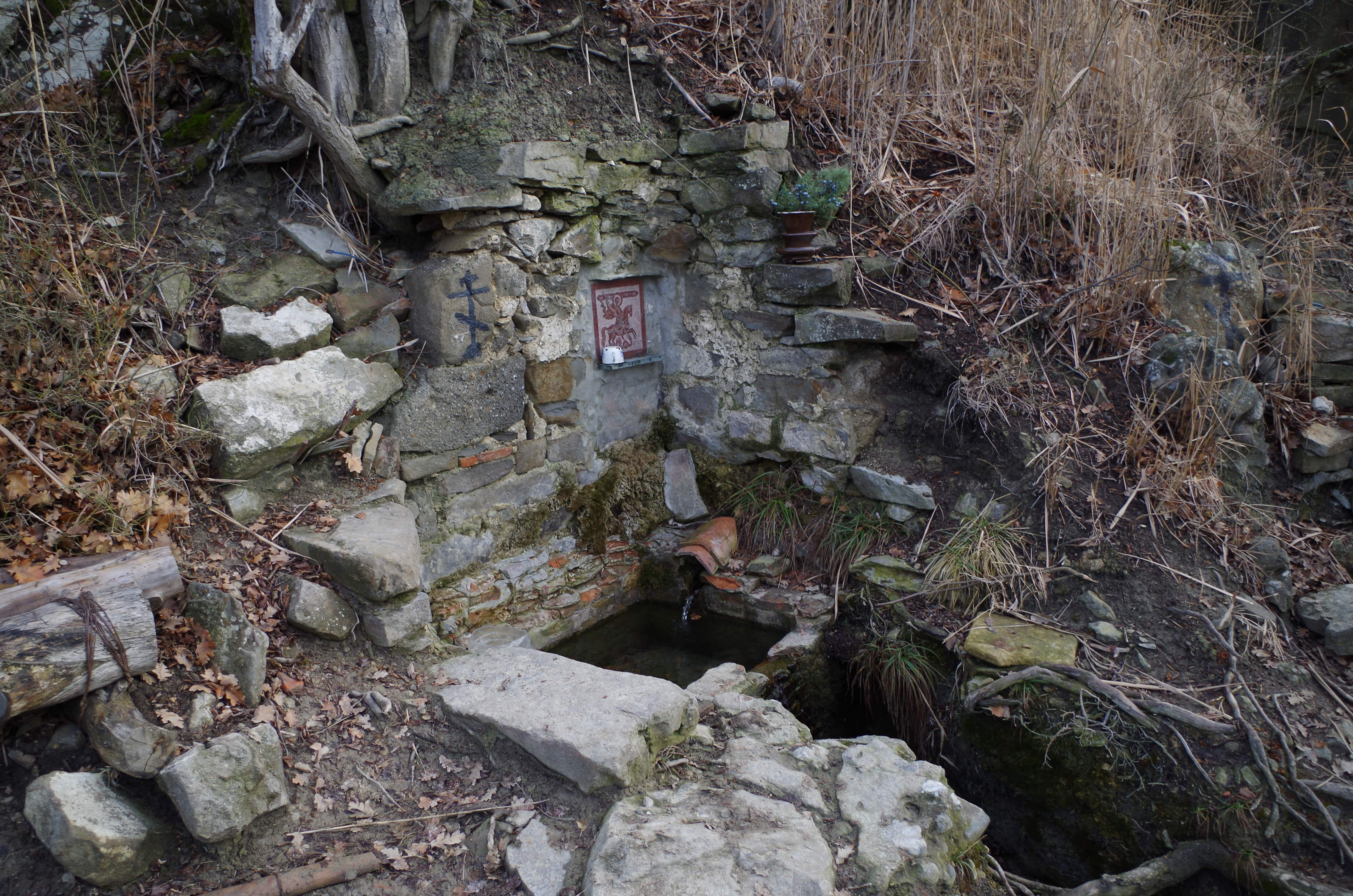
Источник Св. Георгия на горе св. Георгия, Судак

На западном склоне источник Св. Георгия, на южном в балке Манджил-Чешме. На склонах горы обнаружены следы гончарных труб средневекового трубопровода.
В 2010 году у горы Ай-Георгий в Судаке после кремации был развеян прах советского писателя Ю. Д. Черниченко, в местах где сражался в 1942 году вместе с частями Судакского десанта и погиб его отец.

## В культуре
Борис Чичибабин упомянул Ай-Георгий в строках «Судакской элегии».

Который раз, не ведая зачем,
Я поднимался лесом на Перчем,
Где прах мечей в скупые недра вложен,
Где с высоты Георгия монах
Смотрел на горы в складках и тенях,
Что рисовал Максимильян Волошин…